# Tira Chapéu
Tira Chapéu est un quartier de la ville de Praia dans l'île de Santiago au Cap-Vert.

## Description
Tira Chapéu est situé à l'ouest du centre-ville. 
Ses quartiers voisins sont Terra Branca au nord-est, Achada Santo António au sud-est, Palmarejo au sud-ouest et à l'ouest et Bela Vista au nord-ouest.

## Population
Au recensement de 2010, le quartier comptait 5 785 habitants.